# 니콜라 페페
니콜라 페페(프랑스어: Nicolas Pépé, 1995년 5월 29일 ~ )는 코트디부아르의 프랑스 출신 축구 선수로 포지션은 윙어이다. 현재는 트라브존스포르 소속으로 활약하고 있다. 릴에서 아스널로 이적하며, 아스널 구단 역대 최고 이적료를 기록한 바있다.

## 수상

### 클럽
릴
- 리그 1 
  - 준우승: 2019

아스널
- FA컵

● 우승: 2019-20

### 개인
- 리그 1 올해의 팀 : 2018-19
- 리그 1 이 달의 선수 : 18년 9월, 19년 1월
- UEFA 유로파리그 시즌의 스쿼드 : 2020-21
- 릴 올해의 선수 : 2018-19
- 프릭스 마르크 비비앙 푀 : 2019